# 織田長義
織田長義（おだ ながのり、1890年（明治23年）8月15日 - 1919年（大正8年）1月18日）は、明治から大正期の人物。織田長表の長男。生母は森氏。
子爵であった伯父長純の養子となる。1903年（明治36年）7月、学習院初等学科を卒業する。1910年（明治43年）8月20日、従五位に叙任する。1917年（大正6年）4月、久世広業の三女八重子と結婚する。媒酌人は織田信恒であった。1919年（大正8年）1月18日、養父長純に先立ち死去した。墓所は重秀寺。翌年11月19日に養父長純も死去したため、織田家は長義の遺児長繁によって相続された。
夫人の八重子は夫の死後、離籍した。一男あり。